# Souveraineté numérique
La souveraineté numérique, parfois appelée aussi cybersouveraineté, est l'application des principes de souveraineté au domaine des technologies de l'information et de la communication, c'est-à-dire à l'informatique et aux télécommunications. Bien que très liée au World Wide Web, elle est un élément de la souveraineté économique et nationale.

## Définition
La notion de « souveraineté numérique » est exprimée dès 1997 par  Pierre Bellanger, le président de Skyrock, dans une tribune des Cahiers de l'Audiovisuel où il pose les bases de la coexistence même des États face à Internet :
« [..] en effet, Internet remet en cause la puissance publique fondée sur le monopole de la violence physique sur un territoire donné : il n'y a plus de violence possible, ni même de territoire. Que deviennent alors la légitimité et la souveraineté de l'État ? ». L'expression littérale « souveraineté numérique » apparait dans le langage dans les années 2000 , sans qu'elle n'y fasse l’objet d’une définition claire. Elle se précise en 2006 dans un article de Laurent Sorbier et Bernard Benhamou. C’est  véritablement en 2011 que Pierre Bellanger, le président de Skyrock, va clairement définir cette notion en indiquant que « la souveraineté numérique est la maîtrise de notre présent et de notre destin tels qu'ils se manifestent et s'orientent par l'usage des technologies et des réseaux informatiques » dans un entretien accordé à la revue Le Débat, puis dans une tribune parue dans Les Échos. Dans le rapport sénatorial de Gérard Longuet datant de 2019, la souveraineté numérique désigne la « capacité de l’État à agir dans le cyberespace », à le réguler et à peser sur l’économie numérique, ce qui est une « condition nécessaire à la préservation de nos valeurs » impliquant, d’une part, « une capacité autonome d’appréciation, de décision et d’action dans le cyberespace » et, d’autre part, la maîtrise de « nos réseaux, nos communications électroniques et nos données ».
Le but poursuivi est bien l’établissement d’une souveraineté numérique, via l’alliance des entreprises et de la puissance publique pour accomplir un objectif partagé, l’établissement de la souveraineté numérique. Pierre Bellanger y faisait référence dans sa réponse à la consultation publique sur la création d’un Conseil national du numérique, dans laquelle il indiquait : « Pas de souveraineté nationale sans souveraineté numérique. L’internet est un réseau mondial sous contrôle des États-Unis. Les entreprises américaines y sont le plus souvent dominantes. La dépendance et le transfert de valeur occasionnés par ce déséquilibre doivent amener les pouvoirs publics à mettre en œuvre une politique industrielle de l’internet ».

## Historique
Au sortir de la Seconde Guerre mondiale, les États-Unis se sont imposés comme l'une des deux superpuissances mondiales grâce à leur domination sur l'Europe occidentale obtenue grâce au Plan Marshall (1947-1951) permettant la reconstruction et le redémarrage économique des pays dévastés par la guerre.
Au début des années 1960, l'informatique est devenue un élément essentiel dans le processus de modernisation des pays développés. Le général de Gaulle appuya cette démarche par le plan Calcul (1966-1975), qui a débouché sur la fusion de CII et d'Honeywell-Bull. Il partait du principe que la modernisation de l’outil industriel s’inscrivait à la fois dans le cadre de développement de la France et dans la préservation de son indépendance. Au début des années 2000, le groupe Bull était la seule entreprise purement européenne dans le domaine de la construction d'ordinateurs et des services associés. Intégré à Atos, il a construit sous la marque Bullion des supercalculateurs destinés à des usages stratégiques (simulation des essais nucléaires, calculs dans le domaine de la météorologie…).

## Popularisation de l’expression
Le premier personnage public à se saisir de l'expression « Souveraineté numérique » est Pierre Bellanger en 2011 dans Les Échos quand il affirme « La souveraineté numérique est la maîtrise de notre présent et de notre destin tels qu'ils se manifestent et s'orientent par l'usage des technologies et des réseaux informatiques. », Puis, c'est au tour de Françoise Benhamou, membre du collège de l’ARCEP qui, le 25 septembre 2012 en introduction de la table ronde sur le numérique et le territoire, organisée lors du colloque annuel de l’ARCEP va mentionner la notion de souveraineté numérique telle que définie par Pierre Bellanger au sujet de la création du Conseil national du numérique.
C’est ensuite Nicolas Demorand, le directeur de Libération, qui, dans un éditorial daté du 27 octobre 2012 consacré à Google met en exergue l’importance du combat pour reconquérir la « souveraineté numérique ».
Elle est enfin reprise par Fleur Pellerin, ministre déléguée à l’Économique numérique notamment, dans une interview accordée le 28 novembre 2012 à L’Express sur la politique gouvernementale relative aux nouvelles technologies, dans laquelle elle indique vouloir « défendre notre souveraineté numérique ».
En janvier 2014, après avoir été le premier à définir ce qu’était la souveraineté numérique, Pierre Bellanger publie La Souveraineté numérique, un ouvrage dans lequel il constate le transfert massif de données personnelles du continent européen vers le continent américain qui « siphonne nos emplois, nos données, nos vies privées, notre propriété intellectuelle, notre prospérité, notre fiscalité, notre souveraineté » et propose, faute d’alternative et sauf à régresser, la mise en place sous l’égide des pouvoirs publics, d’un vaste réseau français dont le cœur serait opéré par l'opérateur de télécommunications Orange.

## Risques d'une dépendance technologique vis-à-vis de pays tiers
Selon Pauline Türk, professeur de droit public à l'université Côte d'Azur, le pouvoir des GAFAM concurrence celui des États et affecte la liberté d'autodétermination des individus, faisant émerger la notion de souveraineté numérique. Le pouvoir exercé à l’échelle mondiale par ces multinationales pourrait les faire reconnaître, à brève échéance, comme des entités rivales ou partenaires pour la gestion des sociétés humaines. Il constitue une nouvelle forme de colonisation.
Un rapport du Centre commun de recherche de l'Union européenne, publié le 22 juillet 2020, intitulé « Artificial Intelligence and Digital Transformation: early lessons from the COVID-19 crisis », montre que la pandémie de coronavirus a mis en évidence la dépendance technologique de l'Union européenne dans des domaines clés comme l'intelligence artificielle, un manque de souveraineté numérique qui entraîne des risques liés à la cybersécurité ou à la vie privée. Le document soutient que le manque de « souveraineté numérique » comporte deux aspects qui devraient être analysés par l'UE : l'utilisation accrue de l'intelligence artificielle pour perpétrer des cyberattaques et la « dépendance à l'égard des plateformes non européennes ». Le groupe d'experts souligne qu'une politique de souveraineté technologique doit « inclure les applications logicielles », surtout si l'on considère que la « grande majorité » des programmes et solutions utilisés pendant la pandémie « sont américains et chinois ». « Une dimension amplifiée par le coronavirus est la mesure dans laquelle l'intelligence artificielle et la transformation numérique aggravent les inégalités sociales, économiques et géographiques existantes, touchant en particulier les plus vulnérables de la société : les personnes âgées, les jeunes et les personnes issues de groupes socialement ou économiquement défavorisés ».
En 2022, 92 % des données échangées dans le monde occidental sont stockées aux États-Unis. Si les intérêts de l’Union Européenne et de son partenaire transatlantique sont très souvent alignés, cette captation de la donnée par les États-Unis n’est pas sans conséquences sur la souveraineté numérique européenne.

## Projets industriels qui concourent à la souveraineté numérique
Jusqu’à ce que cette définition soit proposée, nombreux étaient les projets publics faisant référence à cette notion sans la définir. On pense notamment au projet d’antivirus français Uhuru (anciennement DAVFI), ou au cloud Andromède, rassemblant Orange et Thales, soutenus par l’État.
Si ces projets s’intègrent dans la logique de la souveraineté numérique, telle que définie par Pierre Bellanger, force est de constater que cela ne suffit nullement à assurer leur succès, comme en témoignent les exemples de Numergy et Cloudwatt.

### Systèmes d'exploitation
Dans l'optique de mettre en place des systèmes TIC alternatifs à ceux régis par le droit américain (systèmes d'exploitation et logiciels, par exemple), plusieurs projets sont actuellement à l'étude. Ainsi, l'ANSSI a travaillé en 2016 sur un système d'exploitation français, nommé CLIP, présenté comme « un système d'exploitation endurci à forte résistance aux codes malveillants ». Chiffré par défaut, CLIP se veut axé sur la protection des données et des utilisateurs.

### Calcul intensif
L'un des domaines qui concourent le plus à la souveraineté numérique est celui du calcul intensif (HPC) à l'aide de supercalculateurs. Atos (qui a repris les activités de construction informatique de Bull) produit des machines pour des secteurs stratégiques tels que la simulation des essais nucléaires pour le CEA/DAM, la prévision météorologique, le changement climatique, la découverte de nouveaux médicaments, etc.

### Cloud souverain
Un cloud souverain est un ensemble de serveurs dont l’hébergement est maitrisé. L'État français le définit comme un « modèle de déploiement dans lequel l’hébergement et l’ensemble des traitements effectués sur des données par un service de cloud sont physiquement réalisés dans les limites du territoire national, par une entité de droit français et en application des lois et normes françaises »
En 2020, un projet franco-allemand de cloud souverain, Gaia-X est lancé, mais ne semble pas convaincre les observateurs de sa capacité à rivaliser avec les offres commerciales des grandes plateformes américaines.
La notion de cloud souverain est renforcée en dehors des États-Unis afin d'éviter aux sites et bases de données hébergés d'être soumis au Cloud Act, Pour cela il faut traiter les données en utilisant une entité non américaine, qui soit n’a pas de relation d’entreprise avec une société ayant une présence aux États-Unis (telle qu’une filiale américaine) et n’a pas de contacts avec les États-Unis tels que les États-Unis puissent raisonnablement affirmer leur compétence à l’égard de l’entité de l’UE.
Le cloud souverain n'est pas exactement synonyme de cloud de confiance. Selon Dominique Luzeaux, directeur de l'Agence du Numérique de Défense, « la confiance n’est pas un gage de souveraineté, et la souveraineté ne se bâtit pas que sur la confiance. En fait, déjà à la base, la souveraineté relève de soi-même, alors que la confiance relève d’une relation de soi à l’autre. Les deux ne sont pas comparables ». Pour qu'un cloud soit souverain, il faut pouvoir en maitriser toutes les pièces du puzzle : des couches basses d'infrastructure (processeurs) jusqu'aux plus hautes briques applicatives (interface utilisateur).

## Outils
Cette notion récente fait encore l’objet de discussions afin de définir les conditions et outils permettant d’exercer cette souveraineté numérique.
Au moment où se posent de nombreuses questions autour de la taxation des entreprises américaines de l’internet, d’aucuns proposent d’inverser la logique et de traiter la question de la souveraineté numérique à travers celle des données numériques personnelles. C’est notamment la thèse défendue par Pierre Bellanger devant la mission « Colin et Collin » dans sa contribution « La liberté compétitive », qui connaît un certain écho si l’on en croit la presse.
L'une des explications de la difficulté de l'affirmation de la souveraineté numérique est l'interdépendance des éléments composant celle-ci. Selon Gaël Duval, l'exercice de la souveraineté numérique demande une « prise de conscience » collective, car l'enjeu dépasse la simple transmission de données : c'est « toute la chaîne du numérique qui doit être reconquise : systèmes d’exploitation, services internet (e-mail, outils de bureautique, réseaux sociaux, cartographie, APIs…), jusqu’au matériel »,.

## En France
Le monde politique s'est emparé du sujet de la souveraineté numérique, au vu de la montée en puissance des problématiques liées aux révélations des affaires WikiLeaks et Edward Snowden. Un rapport sénatorial de Catherine Morin-Desailly se penche sur cette problématique, en 2013, s'inquiétant de voir l'Europe devenir « une colonie numérique des États-Unis ». Les « Assises de la Souveraineté Numérique », lancées en 2014, illustrent cette prise de position du pouvoir politique sur ce sujet. Lors des assises de 2016, la députée Laure de La Raudière a d'ailleurs interpellé les futurs candidats à l'élection présidentielle 2017 sur le sujet de la Souveraineté numérique, estimant que « s’exonérer de ce débat et de cette pédagogie auprès des Français pendant la campagne pour l’élection présidentielle présenterait un risque majeur de rejet des transformations à venir par les Français ou les personnes directement impactées. »
Le Premier ministre a présenté le 16 octobre 2015 la stratégie nationale pour la sécurité numérique dont l'élaboration a été coordonnée par l'ANSSI. Cette stratégie définit cinq objectifs stratégiques, dont celui de « garantir la souveraineté et assurer la sécurité des infrastructures critiques en cas d'attaque informatique majeure ». La même année, un institut de la souveraineté numérique est créé, afin de suivre ce sujet et favoriser l'émergence de projets numériques français, en particulier dans le cloud.
En 2016, l'Agence nationale de la sécurité des systèmes d'information (ANSSI) élabore en 2016 le référentiel « SecNumCloud » qui permet la qualification de prestataires de services d’informatique en nuage (cloud).
Au cours de 2017, en réponse aux développements politiques nationaux et internationaux, l'Observatoire français de l'indépendance numérique a été fondé par un regroupement de citoyens cherchant à amener dans le débat public les questions liées à l'indépendance numérique. Installé à Paris, ce groupe analyse les opportunités et les menaces présentées par l'interdépendance croissante des infrastructures logicielles dans la société post-industrielle, en France en particulier.
En 2018, le ministère de la Défense annonce qu’il va privilégier le moteur de recherche français Qwant à la place de celui de Google. La protection des données issues des recherches sur l'Internet est un enjeu important pour la souveraineté numérique.
En 2019, une mission d'information sénatoriale, menée par Gérard Longuet, se penche à nouveau sur la souveraineté numérique.
En 2022, le ministre de l'économie et de la souveraineté numérique Bruno Le Maire crée le label « cloud de confiance » fondé sur SecNumCloud. C'est l'[[]] (ANSSI) qui attribue le label. Cependant, comme on l'a vu plus haut, un cloud de confiance n'est pas obligatoirement un cloud souverain.
Depuis Depuis 2022, l’ANSSI et l’État français renforcent leur soutien aux initiatives de cloud souverain, en particulier dans les secteurs sensibles tels que la santé, l’industrie connectée (IoT) et la gestion des données critiques. Ce soutien s’appuie sur la promotion de certifications reconnues, notamment ISO/IEC 27001 pour la sécurité de l'information, HDS pour l’hébergement des données de santé, et SecNumCloud, une qualification délivrée par l’ANSSI visant à garantir un haut niveau de sécurité pour les prestataires de services cloud opérant en France. Ces dispositifs s’inscrivent dans la stratégie nationale de cybersécurité et de souveraineté numérique, qui vise à limiter la dépendance aux fournisseurs extra-européens et à renforcer la résilience des infrastructures critiques,.
En 2025, une commission d’enquête sénatoriale révèle que le droit américain prévaut même quand les données sont hébergées en France.

## Dans l'Union européenne
Du 22 décembre 2020 au 7 janvier 2021, l'Agence de l'Union européenne pour la cybersécurité (ENISA) lance une consultation pour un schéma de certification de cybersécurité sur les services cloud, en anglais « European Union Cybersecurity Certification Scheme on Cloud Services » (EUCS).
Les 7 et 8 février 2022, à l'occasion de la présidence française de l'UE, le ministre de l'économie Bruno Le Maire propose un plan de financement d'un milliard d'euros pour soutenir les startups européennes, par le biais de Scale-Up Europe. Lancée en mars 2021, Scale-Up Europe est un mouvement paneuropéen impulsé par la France, qui a réuni 150 entrepreneurs, investisseurs, grands groupes et institutionnels, avec pour objectif de formuler des propositions pour développer la tech européenne.
Lors de ces réunions de février 2022, une initiative est lancée pour les biens communs numériques en Europe. Ce projet vise en particulier à soutenir le développement de logiciels libres et à améliorer la sécurité des outils et innovations numériques. Les États membres de l’Union européenne souhaitent aussi créer une initiative européenne pour les communs numériques autour des règlements Digital Services Act et Digital Market Act, le besoin d’un cloud européen, les enjeux de la cybersécurité.
Parmi les projets annoncés, c'est celui du cloud souverain qui fait le plus parler, l'objectif étant de développer une industrie européenne des services informatiques et particulièrement du stockage des données. Bruno Le Maire, a annoncé que ce Projet d'Intérêt Collectif Européen (PIEC) débuterait dès le printemps 2022 avec onze États membres en collaboration et 300 millions d’euros d’investissements français. De son côté, le ministre allemand de l'économie et de la protection du climat, Robert Habeck, a promis 750 millions.
En décembre 2023, la Commission européenne débloque un fonds public de 1,2 milliard d'euros pour favoriser le cloud européen. Cette somme devrait permettre de débloquer 1,4 Md€ d'investissements privés supplémentaires, ce qui portera le total des investissements dans le projet à environ 2,6 Md€.

## Débat sur l'approche souveraine du numérique
L’un des reproches qui est fait à la politique de souveraineté numérique dont s’éprennent les États est qu’elle affaiblit la possibilité d’une gouvernance mondiale de l’internet. Une émission de novembre 2017 sur France Culture analyse le phénomène comme « une revanche des souverainetés nationales sur un réseau conçu, lui, dans un esprit transnational et para-étatique » et d’ajouter « Au nom d’une « souveraineté numérique », on pourrait bien être engagés dans une entreprise de démantèlement du réseau mondial. Or, c’est sur celui-ci que sont fondés les espoirs de faire émerger une opinion publique mondiale ».
Joseph Nye fait le même constat dans son article de 2017. Pour lui, la solution n’est pas la souveraineté numérique nationale mais la gouvernance mondiale pour protéger les fonctions vitales d’internet. Bannir le protectionnisme en matière de numérique permettrait d'éviter des cyberconflits et de conserver internet comme un espace ouvert. Pour le professeur de Harvard, la myriade de politiques nationales unilatérales sera moins efficace que des normes communes pour réguler le cyberespace.
Dans une tribune parue dans Les Échos en mars 2020, l'économiste Bruno Alomar dénonce une approche européenne de la souveraineté « défensive et agressive ». Il regrette la continuelle stigmatisation des grandes plateformes américaines, dont les réussites sont le fruit du mérite, de l’innovation et de leur esprit d’initiative. Il écrit que « L'Europe se condamne à ne pas comprendre les raisons des succès américains : esprit d'initiative, fiscalité avantageuse, liaison intelligente entre l'université et l'entreprise, financement du capital-risque etc. ». Pour lui, l’approche descendante avec un État qui contrôle tout ne crée pas un environnement optimal pour que des géants européens se développent. Il dénonce un trop plein de régulations, parfois prises à la hâte et à différents niveaux de décision sans être véritablement coordonnées.
Christophe-Alexandre Paillard, haut fonctionnaire et maître de conférence à Sciences Po Paris, décrit en février 2020 la souveraineté numérique comme une politique « colbertiste ». Selon lui, les hautes sphères de l’État élaborent cette autonomie numérique en ne prenant pas assez en compte les acteurs privés, qui sont pourtant clef dans le secteur du numérique. Il déplore le manque de financements clairs et de lien étroit entre recherche et entreprises.
Le concept est parfois remis en cause. Le think tank « Renaissance numérique » préfère parler de souveraineté technologique, concept plus précis que celui de souveraineté numérique, car limité aux enjeux technologiques, mieux définis.